# Michel Debré
Michel Debré (15 de Janeiro de 1912 — 2 de Agosto de 1996) foi um político francês. Ocupou o cargo de primeiro-ministro da França, entre 8 de Janeiro de 1959 a 14 de Abril de 1962.
Foi o primeiro diretor da Escola Nacional de Administração.